# National Philharmonic Orchestra
Le National Philharmonic Orchestra était un orchestre britannique créé exclusivement à des fins d'enregistrement. Il a été fondé en 1964 par le chef d'orchestre et producteur Charles Gerhardt de la RCA Records sur les bases de l'orchestre Philharmonic Promenade appelé aussi London Promenade, orchestre lié à l'Orchestre philharmonique de Londres.

Notamment, le National Philharmonic Orchestra a enregistré de nombreuses musiques de films. Sa dissolution a pris effet au milieu des années 1990.